# Język jakati
Język jakati, także: jakata, jat, jataki, jati, jatu, kayani, musali – język z grupy indoaryjskiej języków indoeuropejskich, którym posługuje się (według różnych źródeł) 30–75 tys. osób, zamieszkujących Afganistan (1,4 tys.), wschodni Iran, należących do społeczności Jat. Ethnologue zalicza ten język do tzw. makrojęzyka lahnda.